# Mauricio Mulder
Claude Maurice Mulder Bedoya (Lima, 8 de junio de 1956) es un periodista, abogado y político peruano. Fue congresista de la República en varios periodos por el Partido Aprista Peruano

## Biografía
Nacido en Lima el 8 de junio de 1956; hijo de Rosa María Bedoya Rivera y Charles Mulder Eymann. Su tío paterno Frederic Mulder fue fundador y director de Química Suiza y la farmacéutica Quicorp. 
Realizó sus estudios escolares en el Colegio Pestalozzi, de Lima. Estudió la carrera de Derecho en la Pontificia Universidad Católica del Perú, donde se graduó como abogado en 1982. Siguió estudios de posgrado en política internacional, en el Instituto Universitario de Altos Estudios Internacionales de Ginebra, en Suiza. 
En los años ochenta, escribió una columna diaria en el diario Hoy y condujo programas de radio y televisión. Asumió en 1988 la presidencia del directorio de la ENCRTP (Empresa Nacional de Cine, Radio y Televisión Peruana), actual IRTP.
Se desempeñó, entre 1992 y 1995, como oficial de asuntos políticos en la Misión de Observadores de la Organización de Naciones Unidas en El Salvador. 
Tras los comicios de 1995, regresó al Perú y se incorporó al Foro Democrático. Conjuntamente con Javier Diez Canseco, Lourdes Flores Nano y Alberto Borea Odría presentaron más de un millón quinientos mil firmas contra la rerreelección de Fujimori y la llamada «interpretación auténtica».
Ha sido secretario general del Partido Aprista Peruano, entre 2004 y 2010, y fue vicepresidente de la COPPPAL (Comité Permanente de Partidos Políticos de América Latina). Es actualmente el presidente de la Comisión Política del APRA.
Durante el primer gobierno de Alan García, Mulder fue Presidente de la Compañía Nacional de Radiodifusión IRTP. De 1992 a 1995, se desempeñó en las Naciones Unidas como oficial político en el proceso de paz de El Salvador. A su regreso al Perú, fue nombrado editor en jefe del diario La República de 1996 a 2001. Desde 1999, Mulder se ha desempeñado como miembro de pleno derecho del Comité Ejecutivo Nacional del Partido Aprista Peruano. En 2004, Mulder fue elegido secretario general institucional.
Debido al nombramiento de Jorge del Castillo como presidente del Consejo de Ministros, en el segundo gobierno de Alan García, Mulder ocupó los asuntos institucionales y políticos hasta que renunció en 2010.

## Vida política
Mulder se incorporó al APRA a los diecisiete años, integrándose al Comando Universitario Aprista, y fue presidente del Centro Federado de Estudiantes de Derecho en 1977. Como dirigente estudiantil, fue muy cercano a Víctor Raúl Haya de la Torre.
Inició su carrera política en las elecciones generales del 2000, en las que postuló al Congreso de la República por el APRA, sin resultar elegido.

### Congresista (2001-2006)
Luego de la caída del gobierno autoritario de Alberto Fujimori, se convocaron a elecciones generales para el 2001, en las cuales Mulder fue elegido congresista de la república por el APRA, con 24 571 votos, para el periodo parlamentario 2001-2006.

### Congresista (2006-2011)
En las elecciones generales del 2006, Mulder fue reelegido congresista de la república por el APRA, con 38 670 votos, para el periodo parlamentario 2006-2011.

### Congresista (2011-2016)
Para las elecciones generales del 2011, el APRA presentó como candidata a la exministra Mercedes Aráoz, pero su candidatura fue frustrada por numerosos conflictos internos con otros dirigentes partidarios. De esta manera, el partido participó de las elecciones sin candidato y Mulder fue nuevamente reelegido congresista, con 52 798 votos, para el periodo parlamentario 2011-2016. 

### Congresista (2016-2019)
En las elecciones generales del 2016, fue nuevamente reelegido congresista por la Alianza Popular, con 122 778 votos, para el periodo parlamentario 2016-2021.
Al 2021, iba a cumplir veinte años en el Congreso, sin embargo, su cargo parlamentario llegó a su fin el 30 de septiembre de 2019. Tras la disolución del Congreso decretada por el entonces presidente, Martín Vizcarra.
Desde entonces se ha retirado de la política, aunque se desempeña en su partido como presidente de la Comisión Política desde 2019.

## Servicio congresal
| Cargos públicos | Cargos públicos | Cargos públicos | Cargos públicos | Cargos públicos     | Cargos públicos          |
| Cargo           | Rama            | Circunscripción | Elegido         | Inicio del periodo  | Fin del periodo          |
| --------------- | --------------- | --------------- | --------------- | ------------------- | ------------------------ |
| Congresista     | Legislativo     | Lima            | 2001            | 27 de julio de 2001 | 26 de julio de 2006      |
| Congresista     | Legislativo     | Lima            | 2006            | 27 de julio de 2006 | 26 de julio de 2011      |
| Congresista     | Legislativo     | Lima            | 2011            | 27 de julio de 2011 | 26 de julio de 2016      |
| Congresista     | Legislativo     | Lima            | 2016            | 27 de julio de 2016 | 30 de septiembre de 2019 |